# Jatka

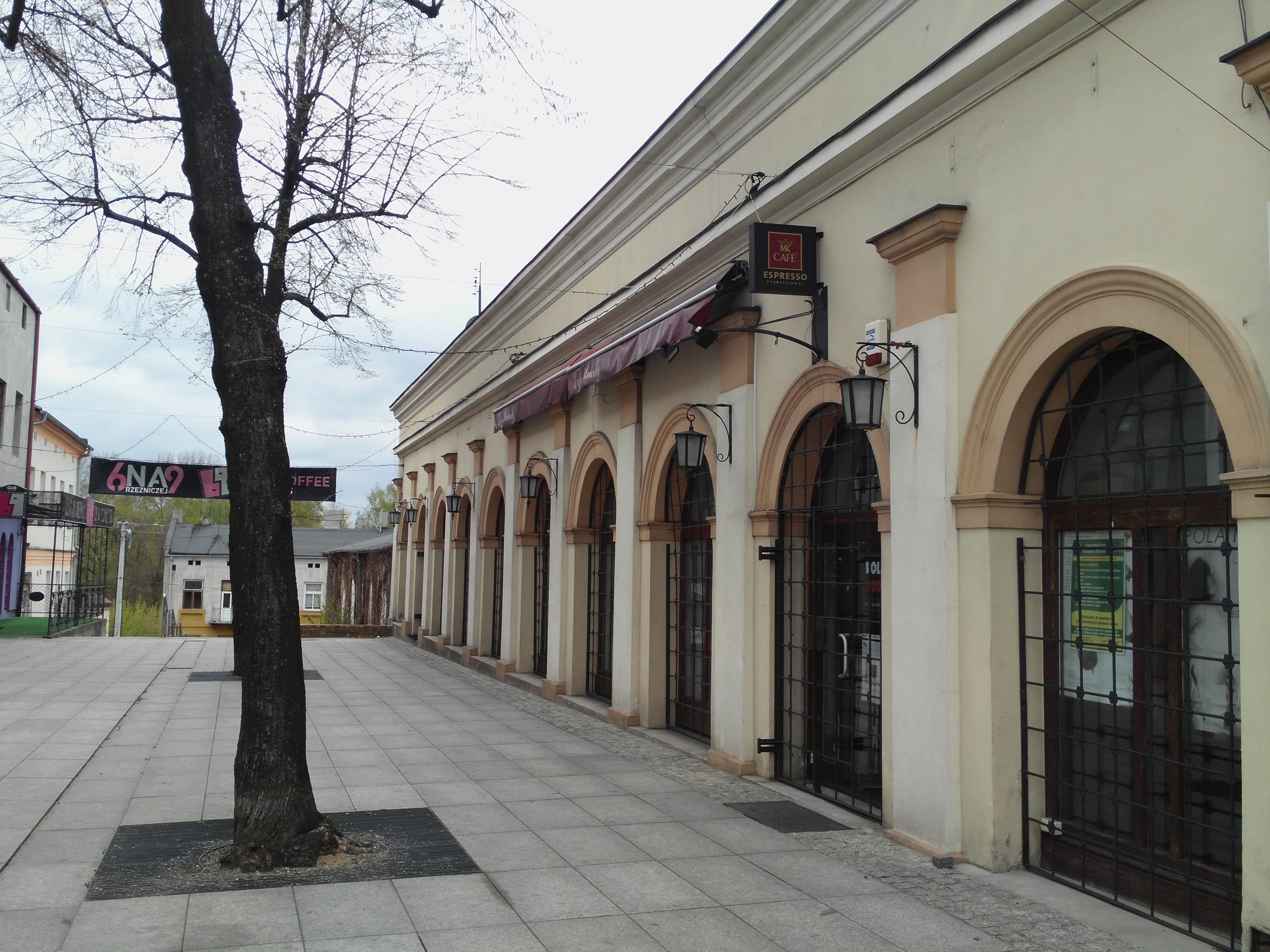
Jatki w Tomaszowie Mazowieckim przy Rzeźniczej 4, użytkowane jako targ mięsny jeszcze do lat 70. XX w.

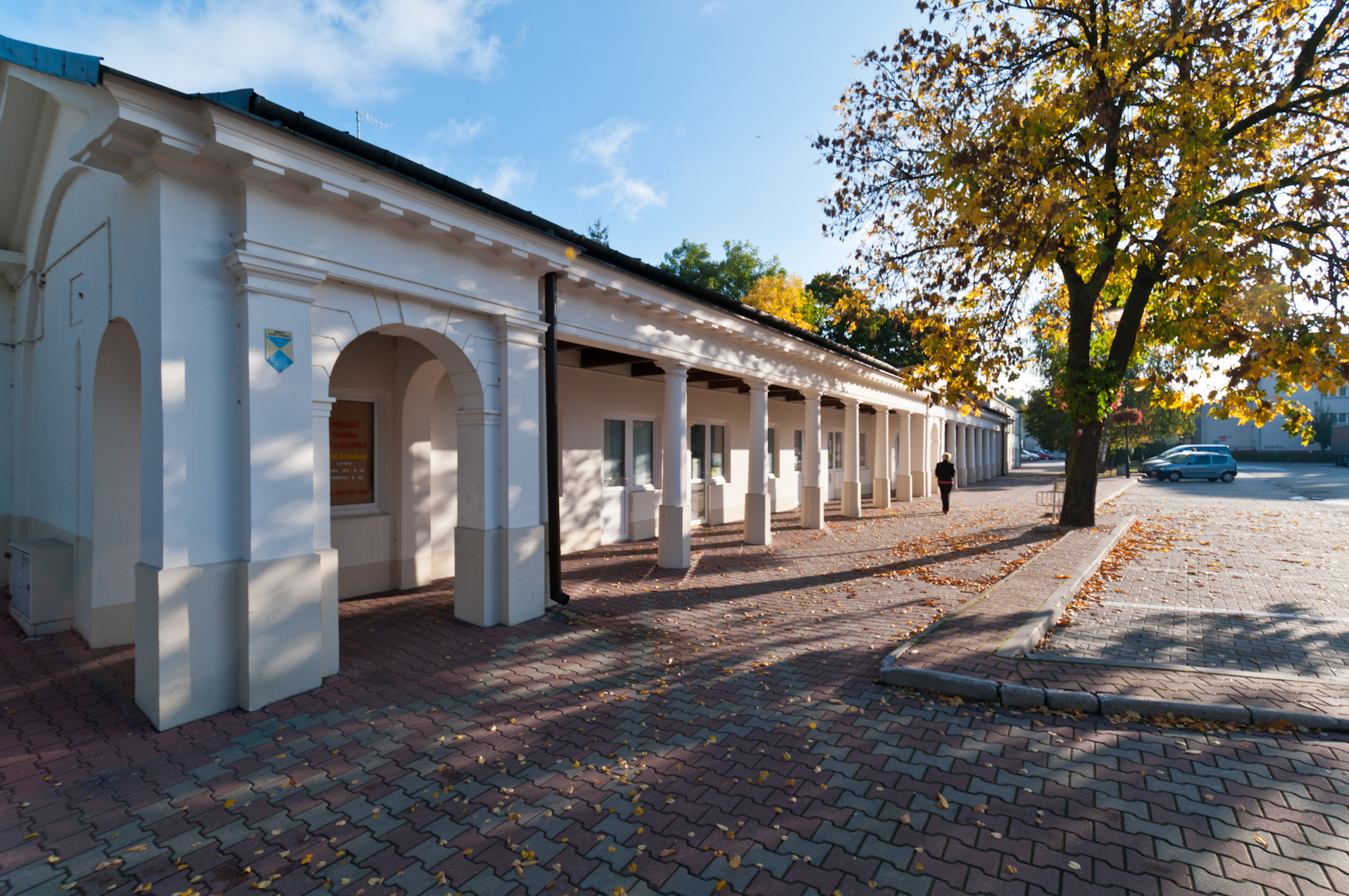
Jatki w Górze Kalwarii

Jatka – miejsce, w którym dawniej sprzedawano mięso z uboju lub miejsce takiego uboju (rzeźnia).
Jatki powstawały od końca XII wieku wraz z wykształceniem się specjalizacji handlowej. Były to kramy rzeźnicze zwane z łaciny macellum lub mensa carnifiucium (ława rzeźnicza). 
Nazwę macellum stosowano także do innych kramów, stąd bywały np. jatki piekarskie, kowalskie i szewskie, szczególnie jednak odnosiło się to do straganów z artykułami żywnościowymi. Późniejsze kramy z jarmarcznych bud przekształciły się niekiedy w rozbudowane domy kupieckie. W Częstochowie pod jatkami znaleziono nawet sklepione piwnice.